# 比謝爾格拉本河
48°55′55″N 10°53′51″E / 48.93192°N 10.89763°E
比謝爾格拉本河（德語：Büchelgraben），是德國的河流，位於該國東南部，由巴伐利亞負責管轄，屬於施泰格爾格拉本河的右支流，河道全長0.5公里，流域面積0.2平方公里。